# Riu Paranapanema
El riu Paranapanema (terme tupí que significa 'riu desgraciat': paranà, 'riu' + panema, 'desgraciat') és un dels cursos d'aigua més importants de l'estat de Sâo Paulo, al Brasil. Divideix els territoris dels estats de Sâo Paulo i Paranà.
El riu Paranapanema té una extensió de 929 km en un desnivell de 570 m; flueix d'est a oest i desaigua al riu Paranà a una altitud de 239 m.
Les deus del riu Paranapanema se situen a la serra Agudos Grandes, a Capão Bonito, molt proper als municipis d'Eldorado i Ribeirão Grande, al sud-est de l'estat de Sâo Paulo, a uns 100 km de la costa atlàntica, a una latitud de 24°16'41,5" sud i longitud 48°16'36,4 oest, a prop de 900 m per sobre del nivell del mar.
El riu Paranapanema, de les deus a la desembocadura del riu Itararé, corre per territori paulista; des d'aquest punt, fa frontera entre els estats de Paranà i Sâo Paulo fins a la seua desembocadura al Paranà, al punt entre els estats de Paranà, Sâo Paulo i Mato Grosso del Sud.
El declivi mitjà total del riu Paranapanema, des de les seues fonts fins a la desembocadura al Paranà és de 61 cm per quilòmetre. Sense considerar els primers 100 km, en què el riu baixa per la serra de Paranapiacaba, el seu declivi mitjà és de 43 cm per quilòmetre, valor relativament baix per a un trajecte tan extens (820 km).
És tan important que té la seua diada: 27 d'agost, creada per la Llei Estatal 10 488/99.
El Paranapanema és el riu menys contaminat de l'estat de Sâo Paulo.

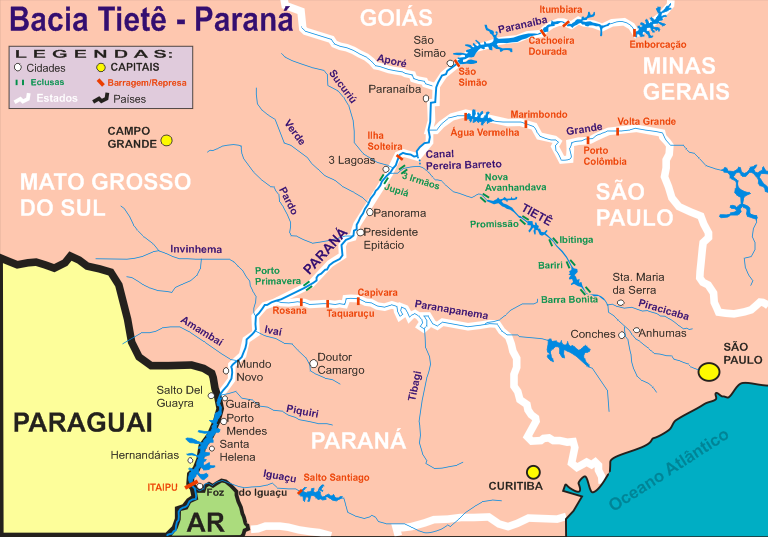
Conca Paranapanema-Paranà

## Trams
El riu Paranapanema té tres trams principals:

### Baix Paranapanema
Des de la desembocadura al riu Paranà, fins a Salto Grande, amb 421 km d'extensió. Té un declivi mitjà de 29 cm per quilòmetre, amplàries superiors a 200 m en els trams més fondos; i en els trams rasos, amplàries que arriben als 800 m. Els raigs de curvatura són d'uns 1.000 m. El curs és molt poc sinuós, amb un total equilibri horitzontal, tret només del tram a la proximitat de l'embocadura al Paranà, on hi ha bancs d'arena mòbils i illes.

### Paranapanema Mitjà
De Salto Grande a la confluência del riu Apiaí-Guaçu, amb 328 km d'extensió.
Té un desnivell total de 210 m. No es pot parlar de declivi mitjà en aquest tram perquè amb la construcció d'algunes preses per a aprofitament hidroelèctric, aquest desnivell està, en la major part, concentrat.

### Alt Paranapanema
De la confluència del riu Apiaí-Guaçu, a les deus, a la serra d'Agudos Grandes, amb una extensió total de 180 km. Té un declivi mitjà prou elevat, de 150 cm per quilòmetre. Drenant una sèrie de rierols que baixen de la serra de Paranapiacaba, l'Alt Paranapanema es consolida quan rep els rius Itapetininga i Apiaí-Guaçu.
La navegació del riu Paranapanema es practica bàsicament en el curs baix entre Euclides de la Cunha Paulista i Terra Rica, en una extensió de prop de 70 km, comptats a partir de la desembocadura del riu Paranà. Aquesta navegació té un caràcter precari. En condicions naturals, la profunditat mínima en aquest tram és de prop d'1,50 m.
En els darrers 421 km, en el recorregut entre la desembocadura i la presa de Salto Grande, el declivi mitjà és de 29 cm per quilòmetre, propici per a navegar.
Els principals accidents naturals que interrompen o perjudiquen la navegació són: banc basàltic, esculls, velocitat de corrent reduït, poca fondària, canal estret enmig del riu, velocitat alta del corrent; moviment ondulat, canal sinuós, bancs d'arena i trams amb fort descens.
Les grans reserves d'aigua acumulada als pantans superiors tenen una influència considerable en el règim del riu, en el seu curs mitjà; en el curs inferior aquesta influència és menor.

### Embassaments
El riu Paranapanema té 11 preses. La taula següent en dona la llista en direcció al riu Paranà:
| Pantà                                  | Presa              | Capacitat de producció | Àrea      |
| -------------------------------------- | ------------------ | ---------------------- | --------- |
| Fàbrica Hidroelèctrica de Jurumirim    | Presa de Jurumirim | 98 MW                  | 449 km²   |
| Fàbrica Hidroelèctrica Piraju          | Piraju             | 80 MW                  | 12,75 km² |
| Fàbrica Hidroelectrica Paranapanema    | Piraju             | 31 MW                  | 1,5 km²   |
| Fàbrica Hidroelèctrica de Chavantes    | -                  | 414 MW                 | 400 km²   |
| Fàbrica Hidroelèctrica de Ourinhos     |                    | 33 MW                  | 4,33 km²  |
| Fàbrica Hidroelèctrica de Salto Grande | -                  | 74 MW                  | 12 km²    |
| Fàbrica Hidroelèctrica de Canoas II    | -                  | 72 MW                  | 22,5 km²  |
| Fàbrica Hidroelèctrica de Canoas I     | -                  | 81 MW                  | 30,85 km² |
| Fàbrica Hidroelèctrica de Capivara     | Escola Mackenzie   | 619 MW                 | 576 km²   |
| Fàbrica Hidroelèctrica de Taquaruçu    | Escola Politècnica | 526 MW                 | 80,1 km²  |
| Fàbrica Hidroelèctrica de Rosana       | -                  | 353 MW                 | 220 km²   |

## Galeria d'imatges

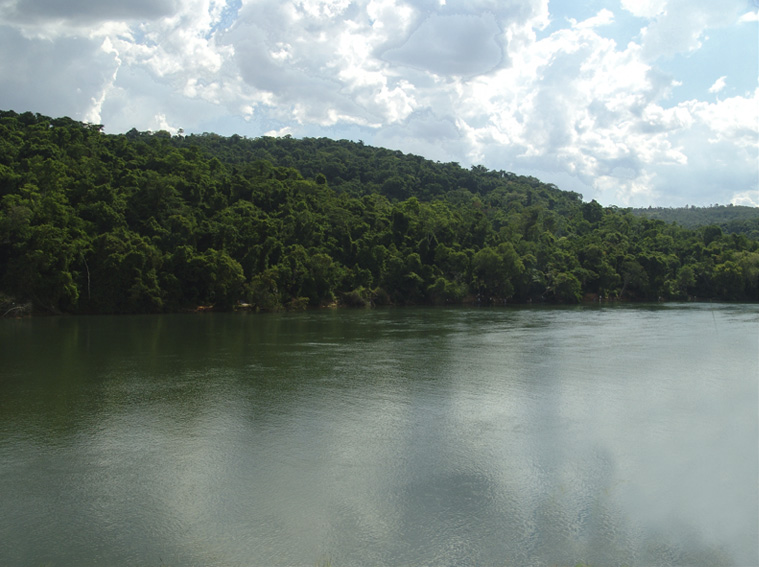
El riu a Cerqueira César
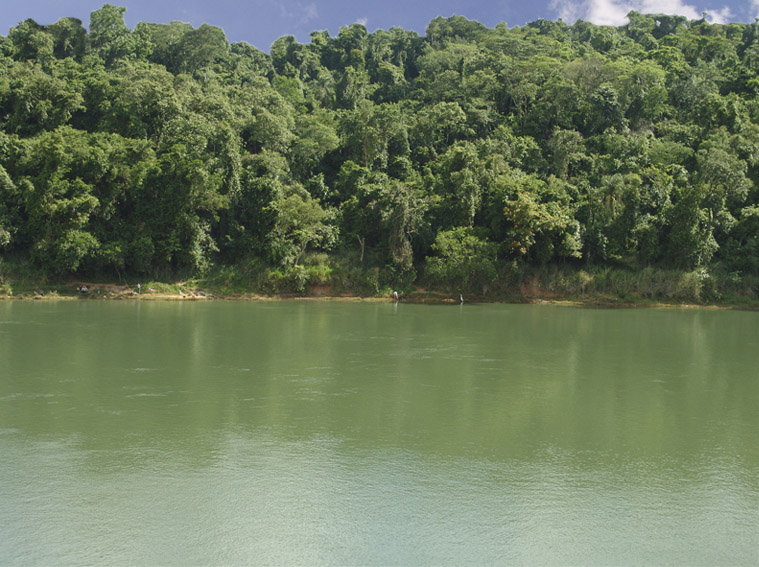
Albira amb Piraju
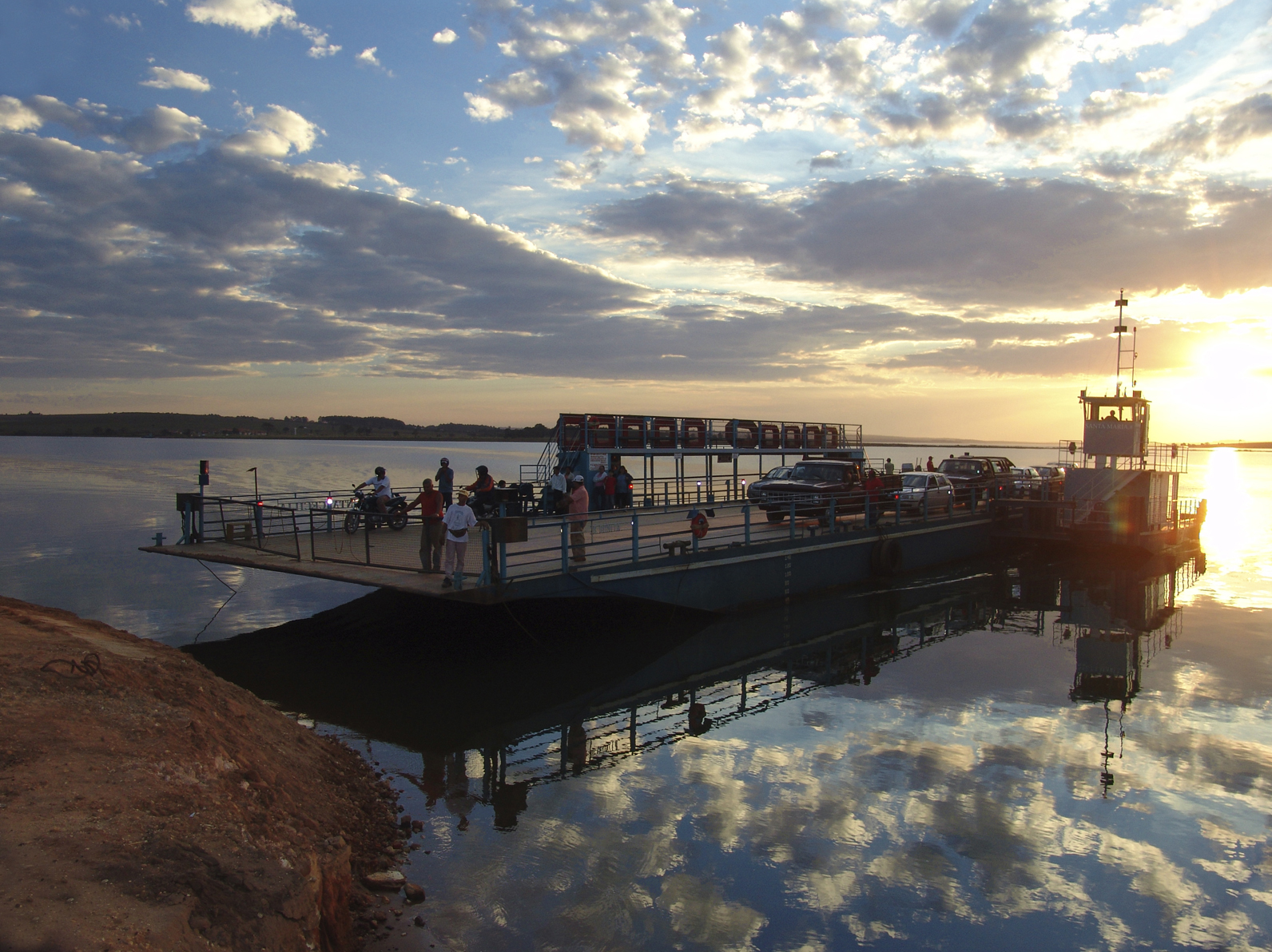
Barca que connecta el Paranapanema la Itantiga i la SP-280
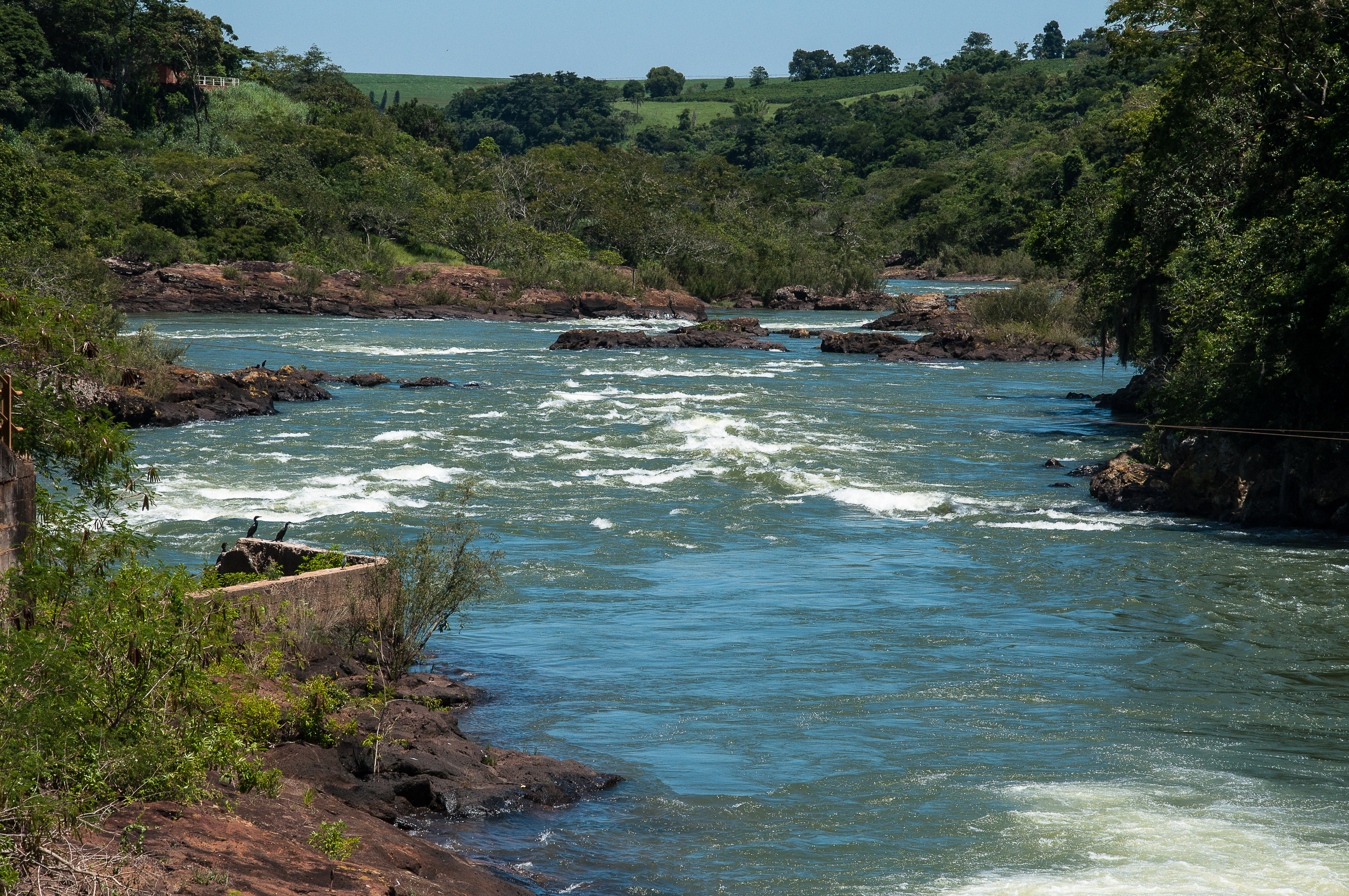
Riu Paranapanema